# Stan Kenton
Stanley Newcomb Kenton (Wichita, 15 de dezembro de 1911 - Los Angeles, 25 de agosto de 1979)  foi um pianista, compositor e arranjador que liderou uma inovadora, controversa e muito influente orquestra de Jazz.
Kenton tocou nos anos de 1930 nas bandas de Vido Musso e Gus Arnheim, mas sua vocação natural sempre foi para band-leader. Formou sua primeira orquestra em 1941. Competente como pianista, foi muito mais importante para seus companheiros, um deles o violonista Laurindo Almeida, como arranjador.
Considerado uma das influências da Bossa Nova, por seu modo suave de tocar. Sepultado no Westwood Village Memorial Park Cemetery.

## Início de Vida
Stan Kenton nasceu em 15 de dezembro de 1911, em Wichita, Kansas; ele teve duas irmãs (Beulah e Erma Mae) nascidas três e oito anos depois dele. Seus pais, Floyd e Stella Kenton, haviam transferido a família de volta para o Colorado e, finalmente, em 1924, para a região metropolitana de Los Angeles , estabelecendo-se no subúrbio de Bell, na Califórnia.
Kenton frequentou a Bell High School; sua foto do anuário do ensino médio tem a notação profética "Old Man Jazz". Kenton começou a aprender piano como adolescente de um pianista e organista local. Quando ele tinha cerca de 15 anos e no ensino médio, o pianista e arranjador Ralph Yaw apresentou-o à música de Louis Armstong e Earl Hines . Ele se formou no colegial em 1930.
Aos 16 anos, Kenton já tocava regularmente em um piano solo em um restaurante local de hambúrguer por 50 centavos por noite, mais gorjetas; durante esse tempo ele teve seu próprio grupo de artistas chamado "The Bell-Tones". Seu primeiro arranjo foi escrito durante esse tempo para uma banda local de oito integrantes que tocava na vizinha Long Beach .

## Carreira

### 1930
Em abril de 1936, Gus Arnheim estava reorganizando sua banda no estilo dos grupos de Benny Goodman ,e Kenton foi para a cadeira de piano. É aí que Kenton faria suas primeiras gravações quando Arnheim fez 14 cópias para o selo Brunswick no verão de 1937. Depois que ele saiu do grupo de Gus Arnheim, Kenton voltou a estudar com professores particulares tanto no piano quanto na composição. Em 1938, Kenton se juntaria a Vido Musso em uma banda de curta duração, mas uma experiência muito educativa para ele .
Do núcleo deste grupo vem a linha dos primeiros grupos de Stan Kenton dos anos 1940. Kenton também iria trabalhar com a NBC House Band e em vários estúdios e clubes de Hollywood. O produtor George Avakian tomou conhecimento de Kenton durante esse período enquanto trabalhava como pianista e diretor musical assistente no Earl Carroll Theater Restaurant em Hollywood. Kenton começou a ter a ideia de dirigir sua própria banda a partir dessa experiência; ele criou uma banda de ensaio própria que acabou se tornando seu grupo na década de 1940.

### 1940

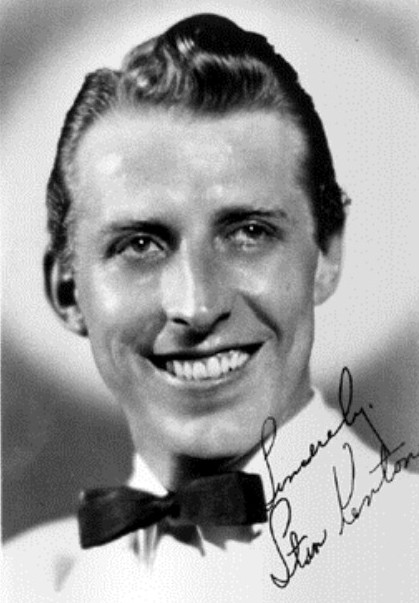
Stan Kenton na revista Billboard, outubro de 1942.

Em junho de 1941, Kenton formou sua primeira orquestra. Kenton trabalhou nos primeiros dias com seus próprios grupos como um arranjador muito maior do que um pianista de destaque. Embora não houvesse músicos de "nome" em sua primeira banda (com a possível exceção do baixista Howard Rumsey e trompetista Chico Alvarez), Kenton passou o verão de 1941, tocando regularmente diante de uma platéia no Rendezvous Ballroom em Balboa Beach, CA. Influenciada por Benny Carter e Jimmie Lunceford, a Stan Kenton Orchestra lutou por um tempo após seu sucesso inicial. Suas gravações não eram grandes vendedores e uma temporada como banda de rádio de apoio de Bob Hope durante a temporada 1943-1944 foi uma experiência infeliz; Les Brown ocupou permanentemente o lugar de Kenton .

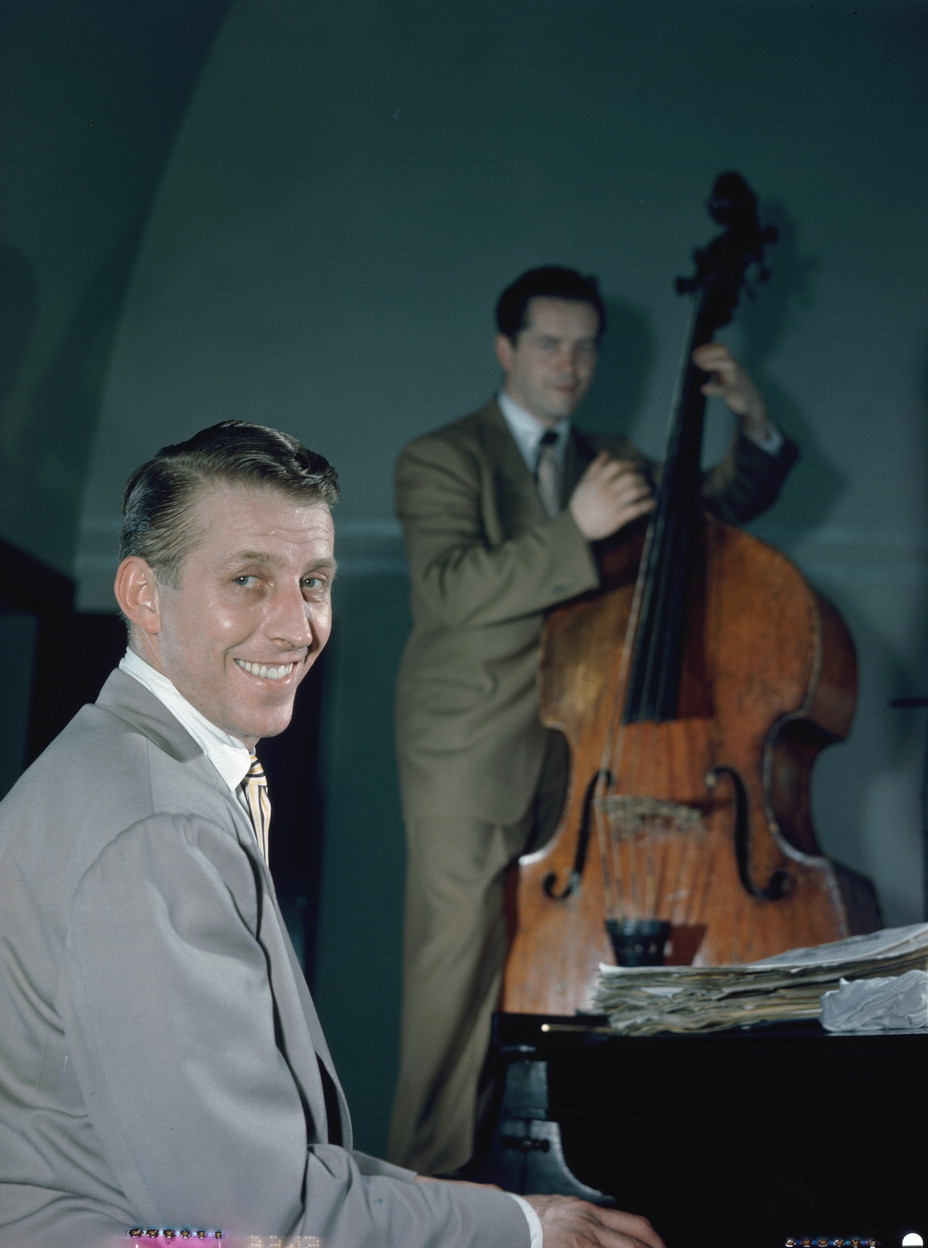
Stan Kenton com o baixista Eddie Safranski nos anos de 1947-48

A primeira aparição de Kenton em Nova York foi em fevereiro de 1942 no Roseland Ballroom, com a marquise com o apoio de Fred Astaire. No final de 1943, com um contrato com a recém-formada Capitol Records, um registro popular em "Eager Beaver", e crescente reconhecimento, a Orquestra Stan Kenton foi gradualmente pegando; tornou-se um dos conjuntos mais conhecidos da Costa Oeste dos anos 1940. Seus solistas durante os anos de guerra incluíram Art Pepper, Stan Getz, Boots Mussulli e Anita O'Day. Em 1945, a banda evoluiu. O compositor Joe Greene forneceu as letras de canções de sucesso como "And Her Tears Flowed Like Wine" e "Don't Let the Sun Catch You Cryin" . Pete Rugolo se tornou o arranjador principal (estendendo as ideias de Kenton), Bob Cooper e Vido Musso ofereceram estilos de tenor muito diferentes, e June Christy foi o novo vocalista de Kenton; seus hits (incluindo " Tampico" e Greene "Across the Alley from the Alamo") tornaram possível para Kenton financiar seus projetos mais ambiciosos.

#### Artistry in Rhythm
Quando o compositor Pete Rugolo se juntou à Stan Kenton Orchestra como arranjador de equipe no final de 1945, ele trouxe consigo seu amor pelo jazz, Stravinsky e Bartók. Dada rédea livre por Kenton, Rugolo experimentou. Embora o próprio Kenton já estivesse tentando resultados experimentais antes do mandato de Rugolo, foi Rugolo que trouxe influências extras de jazz e música clássica, necessárias para levar a banda adiante artisticamente.
Durante seus primeiros seis meses na equipe, Rugolo tentou copiar o som de Kenton; no encorajamento do líder, ele explorou sua própria voz. Ao incorporar técnicas de composição emprestadas da música clássica moderna que estudou, Rugolo foi uma parte fundamental de um dos períodos mais férteis e criativos de Kenton.
Depois de uma série de arranjos principalmente, Rugolo produziu três originais que Kenton apresentou no primeiro álbum da banda em 1946: (Artistry in Rhythm): "Artistry in Percussion", "Safranski" e "Artistry in Bolero". Adicionado a este mix veio "Machito", "Rhythm Incorporated", "Monotony" e "Interlude" no início de 1947 (embora alguns não foram gravados até o final do ano). Essas composições, juntamente com a voz de June Christy, vieram a definir a banda Artistry in Rhythm. Escrita afro-cubana foi adicionada ao livro de Kenton com composições como "Machito" de Rugolo.
O conjunto Artistry in Rhythm foi uma banda formativa, com solistas de destaque. No início de 1947, a Orquestra Stan Kenton alcançou um ponto alto de sucesso financeiro e popular. Eles tocaram nos melhores teatros e salões de baile da América e inúmeros discos de sucesso. As danças nos muitos salões de baile eram tipicamente quatro horas por noite e as datas do teatro geralmente envolviam a realização de mini concertos entre cada exibição do filme. Isso às vezes era de cinco ou seis por dia, de manhã até tarde da noite. A maioria dos dias que não estava tocando era gasta em ônibus ou carros. Dias de folga do desempenho eram raros. Para Stan Kenton, eles apenas permitiram mais gravações, entrevistas em estações de rádio e publicidade para a Capitol Records. Devido às exigências financeiras e pessoais, após uma apresentação de abril em Tuscaloosa, ele rompeu a encarnação Artistry in Rhythm dos conjuntos de Kenton.

#### Jazz progressivo
Após um hiato de cinco meses, Kenton formou um conjunto novo e maior para apresentar Concerts in Progressive Jazz. Esta meta provou ser obtida na maior parte mas a banda teve que ainda preencher o seu cronograma com a reserva de danças e trabalhos em cinemas, especialmente durante o verão.
Pete Rugolo compôs e organizou o grande volume da nova música; Kenton declarou que essas obras são Jazz Progressivo. Aluno do famoso compositor e educador Russ Garcia, Bob Graettinger escreveu vários trabalhos para a banda, começando com sua composição Thermopylae. Seu inovador álbum City of Glass seria gravado por Kenton; obras criadas a partir de 1947-49. Ken Hanna, que começou a turnê como um trompetista, contribuiu com algumas composições para a nova banda, incluindo Tiare e Somnambulism. Kenton não contribuiu com novas pontuações para o Jazz Progessivo, embora vários de seus trabalhos mais antigos foram realizados em concertos, incluindo Concerto para End All Concertos, Eager Beaver, Opus em Pastels e Artistry in Rhythm.
Títulos flexionadas cubanos da Progressive Jazz período incluem de Rugolo Introdução a um ritmo latino, carnaval cubano, The Peanut Vendor , e Journey para o Brasil, e Bob Graettinger 's Cuban Pastorale. A adição de um bongo em tempo integral e um guitarrista brasileiro na banda permitiu que o grupo de compositores de Kenton explorasse os ritmos afro-latinos para possibilidades muito maiores.
O período do Jazz Progressivo durou 14 meses, começando em 24 de setembro de 1947, quando a Orquestra Stan Kenton tocou no Rendezvous Ballroom. E terminou após o último show no Paramount Theater em Nova York em 14 de dezembro de 1948. A banda produziu apenas um álbum e um punhado de singles, devido a uma proibição de gravação pela Federação Americana de Músicos que durou a totalidade de 1948 .
O único disco, "A Presentation of Progressive Jazz" ,recebeu uma classificação de 3 de 4 de Tom Herrick no DownBeat. Metronome classificou-o como "C" chamando-o de uma "confusão de efeitos e contra-efeitos" e "este álbum apresenta muito pouco que pode ser justificadamente chamado de jazz ou progressivo". A Billboard marcou 80 de 100, mas declarou que "como uma colisão de cacofonia como nunca foi solto em um público desavisado.
Muitos membros da banda Artistry retornaram, mas houve mudanças significativas. Laurindo Almeida na guitarra clássica, e Jack Costanzo em bongos mudaram dramaticamente o timbre da banda. Ambos foram os primeiros para a banda Kenton, ou qualquer banda de jazz para esse assunto. A seção rítmica incluiu os retornados Eddie Safranski (baixIsta) e Shelly Manne (bateria), ambos destinados a ganhar o primeiro lugar Down Beat Awards.
Quatro dos cinco trompetistas retornaram: Buddy Childers, Ray Wetzel, Chico Alvareze e Ken Hanna. Al Porcino foi adicionado à seção de potência já existente. Conte Candoli se juntou à banda, substituindo Porcino, em fevereiro de 1948.
Kai Winding, trombonista estrela da banda Artistry in Rhythm, não faria parte da era do Progressive Jazz, exceto por algumas datas em que ele substituiu. Milt Bernhart entrou em trombone de chumbo. E Bart Varsalona retornou no trombone baixo. O primeiro grande solo de Bernhart com a banda Kenton provou ser um grande sucesso,The Peanut Vendor.
A seção de saxofone foi muito melhorada e modernizada. Os saxofonistas que retornaram incluíam o barítono Bob Gioga, segurando a cadeira desde o início, e Bob Cooper no tenor. Com a saída de Vido Musso, Cooper e seu som modernista se tornaram o tenor solista de destaque. Art Pepper apareceu como segunda contrato, a cadeira "jazz". E o novo lead alto foi George Weidler.
Isso foi literalmente uma banda de estrelas. Eles receberam cinco prêmios de primeiro lugar na pesquisa Down Beat no final de 1947, e prêmios similares de outras revistas. Os arranjadores continuaram a empurrar os limites desses instrumentistas soberbos em suas composições. Os trabalhos deste período são mais sofisticados do que aqueles escritos para a banda Artistry, e são algumas das primeiras e mais bem sucedidas composições de "terceiro fluxo".
A banda cruzou o país, aparecendo nos principais locais de concertos do país, incluindo o Carnegie Hall, o Boston Symphony Hall, o Chicago Civic Opera House, a Academia Musical de Filadélfia e o Hollywood Bowl. Eles tinham estadias prolongadas no Paramount Theater de Nova York e no Hotel Commodore, no Click da Filadélfia, no Eastwood Gardens de Detroit, no Radio City Theater em Minneapolis e no Rendezvous Ballroom, um lugar especial na vida musical de Kenton.
A Banda de Kenton foi a primeira a apresentar um concerto na famosa arena ao ar livre, o Hollywood Bowl. Seu concerto lá em 12 de junho de 1948 atraiu mais de 15.000 pessoas, e foi um sucesso artístico e comercial. Kenton embolsou metade da bilheteria, indo embora com 13 mil dólares para o concerto da noite.
A banda quebrou recordes de público em todo o país. Graças à perspicácia de relações públicas de Kenton, ele conseguiu convencer os frequentadores de shows e os compradores de discos da importância de sua música. Os números de comédia e os vocais de June Christy ajudaram a quebrar a seriedade da nova música.
Os sucessos de Kenton não ficaram bem com todos. Em um ensaio intitulado Economics and Race in Jazz, Leslie B. Rout Jr. escreveu que "o verdadeiro flagelo do período de 1946-1949 foi a banda toda branca Stan Kenton. Dublando seu repertório musical 'progressive jazz', Kenton viu sua orquestra tornou-se o primeiro na história do jazz a atingir um faturamento anual de US $ 1.000.000 em 1948. " Ele contrastou isso com uma situação em que o reconhecimento público e crítico de " Dizzy Gillespie como o premier bopper não poderia ser transformado em moeda do reino".
No final de 1948, quando a banda estava cumprindo um compromisso prolongado no Paramount Theater, em Nova York, o líder notificou seus acompanhantes, seus livros e a imprensa, que ele estaria se separando mais uma vez. A banda mais artística e bem sucedida de Kenton deixou de estar no topo do seu jogo. Em 14 de dezembro, a Stan Kenton Orchestra tocou suas últimas notas por mais de um ano. Quando eles voltassem, haveriam novos rostos, novas músicas e uma seção de cordas.

### 1950
Depois de um ano de hiato, em 1950, Kenton finalmente reuniu a grande peça de 39 peças Innovations in Modern Music Orchestra, que incluía 16 cordas, uma seção de sopro de madeira e duas trompas francesas. A música foi uma extensão das obras compostas e gravadas desde 1947 por Bob Graettinger, Manny Albam, Franklyn Marks e outros. Nomeie músicos de jazz como Maynard Ferguson, Shorty Rogers, Milt Bernhart, John Graas, Art Pepper, Bud Shank, Bob Cooper, Laurindo Almeida, Shelly Manne e June Christy faziam parte desses conjuntos musicais. Os grupos administraram duas turnês durante 1950-51, do ponto de vista comercial, seria a primeira grande falha de Stan Kenton. Kenton logo voltou para uma formação de 19 peças mais padronizada.
Para ser mais viável comercialmente, Kenton transformou a banda em 1951 em uma instrumentação muito mais padronizada: cinco saxofones, cinco trombones, cinco trompetes, piano, guitarra, baixo e bateria. Os prontuários de organizadores como Gerry Mulligan e Johnny Richards e particularmente Bill Holman e Bill Russo começaram a dominar o repertório. A música foi escrita para refletir melhor o estilo das grandes bandas de vanguarda; como os de Dizzy Gillespie ou Woody Herman. Jogadores jovens e talentosos e destacados solistas de jazz como Maynard Ferguson, Lee Konitz, Conte Candoli, Sal Salvador e Frank Rosolino fizeram fortes contribuições para o nível da banda de 1952 a 1953. A música composta e arranjada durante esse tempo era muito mais personalizada para os gostos contemporâneos de jazz; o álbum de 1953 New Concepts of Artistry in Rhythm é apontado como um dos pontos altos da carreira de Kenton como líder da banda. Embora a banda tivesse um "livro de concertos" muito forte, Kenton também garantiu que o livro de dança se tornasse novo, fresco e contemporâneo. O álbum Sketches on Standards, de 1953, é um excelente exemplo de Kenton que atrai um público mais amplo ao usar a banda e Bill Russo organizou habilidades para o seu potencial máximo. Mesmo que o pessoal tenha mudado muito rapidamente, o foco de Kenton foi muito claro sobre onde ele levaria as coisas musicalmente. Por esta altura, o produtor Lee Gillette trabalhou bem em conjunto com Kenton para criar um conjunto equilibrado de gravações que eram comercialmente viáveis e de vanguarda musical.
Indiscutivelmente a banda mais "oscilante" que Kenton tocou veio quando o lendário baterista Mel Lewis se juntou à orquestra em 1954. Kenton's Contemporary Concepts (1955) e Kenton em Hi-Fi (1956) durante esse período são muito impressionantes como um be-bop. gravação e, em seguida, uma gravação de dança padrão (respectivamente). Kenton na popularidade e vendas de Hi-Fi se beneficiou do fato de que seus maiores sucessos de dez anos atrás foram regravados em estéreo com uma banda contemporânea de nível muito mais alto. O álbum subiu até o 22º lugar nas paradas de álbuns da Billboard e proporcionou uma receita muito necessária em um momento em que o Rock and Roll começou a se tornar a música pop dominante no mundo, principalmente nos Estados Unidos. Ficaria cada vez mais difícil para Kenton alternar entre dança e álbuns sérios de 'jazz' enquanto permanecesse financeiramente solvente.
Durante o verão de 1955 (julho-setembro), Kenton se tornaria o apresentador da série de televisão CBS Music 55. Embora oferecesse 10 semanas de grande exposição a uma audiência de televisão em rápida expansão, o programa falhou. Era atormentado por técnicas de produção precárias e uma estranha combinação de convidados que não funcionavam bem com o que Kenton havia imaginado. Ele acabou sendo duro e fora de lugar com o que os produtores tentaram alcançar . Kenton teve que queimar a vela em ambas as extremidades voando para fazer o show, em seguida, voando de volta para encontrar sua banda na estrada. A equipe de produção de Nova York foi limitada usando uma Federação Americana de Músicos; Kenton queria que sua própria banda fizesse o show. Haveria outra tentativa para que a organização de Kenton colocasse a banda em programação de televisão programada regularmente em 1958. Depois de seis episódios financiados por Kenton na KTTV em Los Angeles, não haveria patrocinadores para intensificar o show.
Um dos projetos e gravações de destaque para a banda de meados da década de 1950 é o Cuban Fire! álbum lançado em 1956. Embora Stan Kenton tenha gravado sucessos anteriores como The Peanut Vendor em 1947 com o percussionista latino Machito, assim como muitos outros singles em latim, o Cuban Fire! suite e LP se destacam como um marco para a carreira de Johnny Richards e uma notável realização comercial  e artística para a orquestra de Kenton, e um marco singular em grandes gravações de jazz latino. "CUBAN FIRE é completamente autêntico, da mesma forma que combina jazz de big-band com genuínos ritmos latino-americanos."  . O sucesso do fogo cubano! o álbum pode ser medido em parte pela ascensão imediata da estrela de Johnny Richards após seu lançamento; De repente, ele foi oferecido um contrato pela Bethlehem Records para gravar o que seria a primeira de várias gravações com seus próprios grupos.

### Anos 60

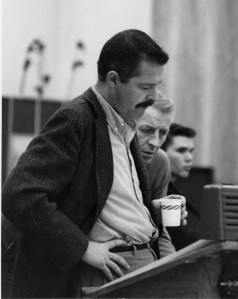
Stan Kenton com Bill Holman em dezembro de 1961 para as sessões de gravação do Adventures In Jazz no Capitol Studios, Hollywood, Califórnia.

A orquestra de Kenton estava em um lento declínio nas vendas e na popularidade no final dos anos 1950, com a necessidade de competir com artistas da música popular, como Elvis Presley, Bobby Darin e The Platters. O ponto mais baixo desse declínio ocorreu por volta de 1958 e coincidiu com uma recessão que afetou todo o país. Havia muito menos bandas grandes na estrada e locais de música ao vivo eram difíceis de serem agendados para a orquestra de Kenton. A banda terminaria em 1959 espancada pela baixa participação em shows e tendo que confiar muito mais em dance halls do que em verdadeiros shows de jazz. A banda iria reformar em 1960 com um novo visual e novo som, este foi maior grupo com um Melofone. Seção adicionada e parte de um aumento na popularidade de Kenton.

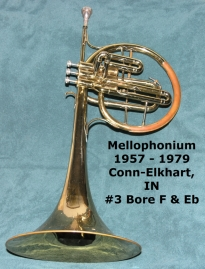
Um tipo de Melofone usado pela orquestra Stan Kenton.

O novo instrumento foi usado por Kenton para "preencher a lacuna" em alcance, cor e tonalidade entre suas seções de trompete e trombone. Essencialmente, ele cria um som midrange cônicoque é comum em um cenário sinfônico com um chifre (trompa), mas o sino do instrumento fica voltado para frente. A gravação de 1961 de Kenton, The Romantic Approach for Capitol, é o primeiro dos 11 LPs que apresentariam a "banda melofônia". Kenton organizou o primeiro álbum de Melofone e foi muito bem recebido em uma revisão de setembro de 1961 em Down Beat.
A Kenton Orchestra de 1960 a 1963 teve inúmeros sucessos; a banda teve um cronograma de gravação implacável. Os álbuns Kenton's West Side Story (arranjos de Johnny Richards ) e Adventures In Jazz, ambos ganharam prêmios Grammy em 1962 e 1963, respectivamente. Ralph Carmichael escreveu um excelente conjunto de cartas de Natal para Kenton, que se traduziu em uma das gravações mais populares do líder da banda até hoje: Um Feliz Natal! .Além disso, a suíte Adventures in Time de Johnny Richards (gravada em 1962) foi o culminar de todas as coisas que a banda de melofônio era capaz de fazer. As condições do divórcio de Stan da cantora de jazz, Ann Richards, foi que um juiz ordenou que Stan tirasse um ano da estrada para ajudar a criar seus dois filhos ou perder a guarda deles. Kenton não iria reformar outra banda de estrada para turnê até 1965.
Kenton tinha laços de escrita anterior de canções country que foram um sucesso com a Capitol e novamente ele tentou sua mão nesse gênero durante o início dos anos 1960. Em um mercado musical cada vez mais apertado, em 1962 ele cortou o hit " Mama Sang a Song"; seu último Top-40. A canção foi uma narração escrita pelo cantor country Bill Anderson e falada por Kenton. O single também recebeu uma indicação ao Grammy no ano seguinte na categoria Melhor Documentário. A outra tentativa que ele fez nesse mercado foi o muito menos bem sucedido Stan Kenton! Tex Ritter!, lançado em 1962 como um LP completo.
Os lançamentos da Capitol de 1966 a 1969 para Stan Kenton foram um grave ponto baixo para sua carreira musical. A produtora do Capitólio, Lee Gillette, estava tentando explorar o dinheiro fazendo possibilidades de inúmeros sucessos populares para incluir o musical de 1968, Hair, apresentando música rock contemporânea. Devido à falta de promoção da Capitol, quatro LPs foram falhas financeiras; estes seriam os últimos lançamentos da Kenton sob a égide do produtor Lee Gillette e da Capitol, do Kenton, há muito tempo. De fato, no momento em que foi gravado, Kenton não tinha envolvimento com o Hair LP, exceto pelo nome de Kenton colocado na capa da jaqueta; Ralph Carmichael e Lennie Niehaus foram encarregados do projeto. Duas exceções a esse período do final dos anos 60 são o Billboard, que é o único single da banda do tema Dragnet (1967) e outro Kenton apresenta o lançamento da música do compositor e ex-banda Dee Barton : The Jazz Compositions of Dee Barton (1967). O álbum com a música de Barton foi outro sucesso artístico não celebrado para a banda de Kenton, apesar de amplamente não ser visto comercialmente pelo público que ouve música.

### Anos 70

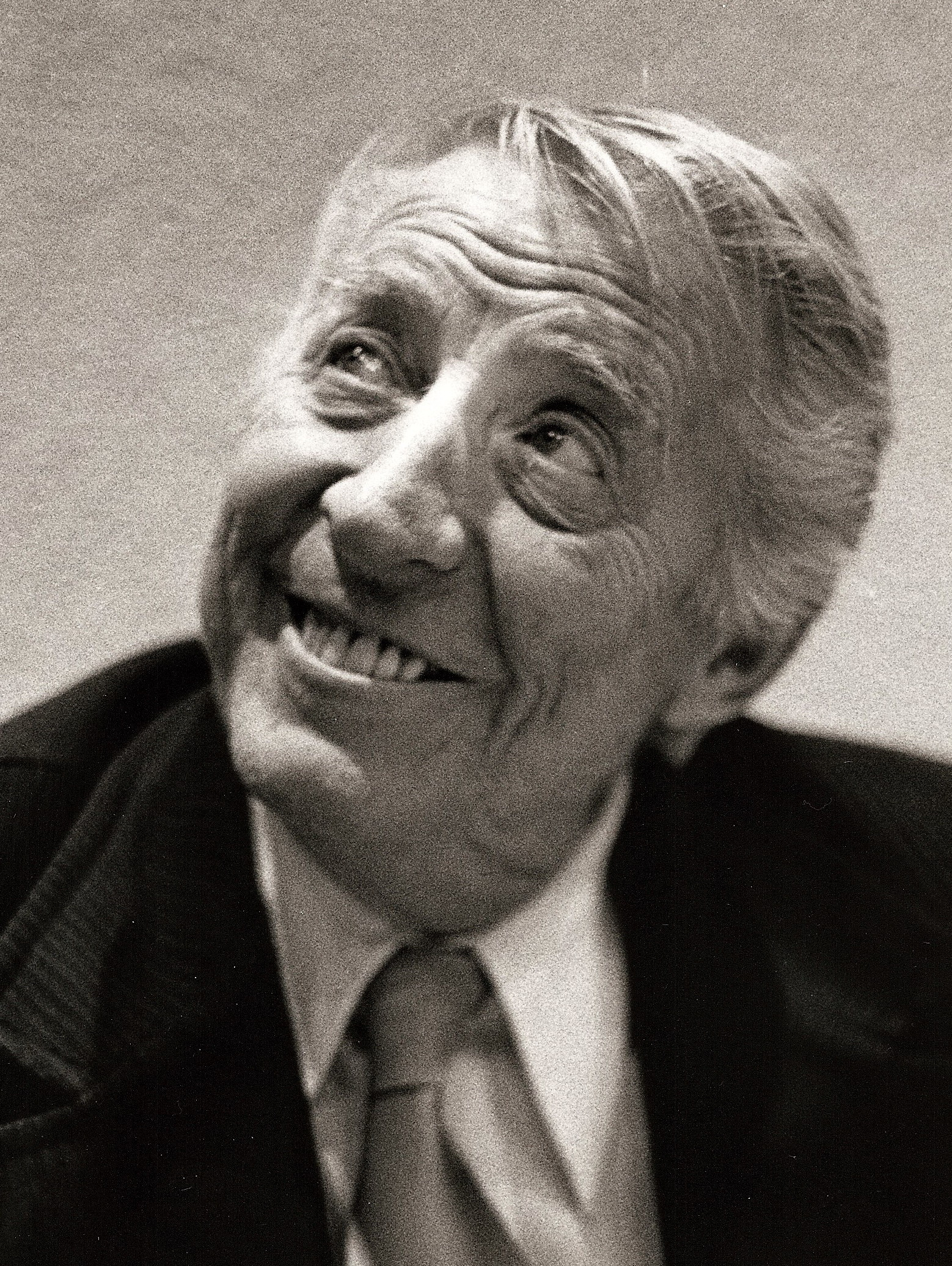
Stan Kenton em Munique na Alemanha no ano de 1973.

A transição da Capitol para a Creative World Records em 1970, foi repleta de dificuldades durante uma época em que o negócio da música estava mudando rapidamente. Como um viável artista de jazz que estava tentando manter um público fiel, mas cada vez menor, Kenton recorreu a arranjos como Hank Levy e Bob Curnow para escrever material que atraísse um público mais jovem. Os primeiros lançamentos para o selo Creative World foram shows ao vivo e Kenton tinha o controle que queria sobre o conteúdo, mas não dispunha de recursos substanciais para projetar, mixar e promover o que a Capitol subscreveu no passado. Kenton teria uma grande aposta para contornar a indústria fonográfica atual e confiar muito mais nas listas de mala direta dos fãs de jazz que a recém-criada gravadora Creative World precisaria para vender discos. Kenton também disponibilizou sua música impressa para bandas de faculdades e colegiais com vários editores.
Kenton continuou liderando e excursionando com sua grande banda até sua performance final em agosto de 1978. Em junho de 1973, Bob Curnow começou como o novo gerente de artistas e repertório supervisionando toda a operação da Creative World Records. Foi apenas um ano antes (em 1972) que a orquestra de Kenton gravou o LP duplo National Anthems of the World com 40 arranjos todos feitos por Curnow.  Conforme o próprio Curnow, "Aquela era uma época notável e muito difíceis para mim. Eu estava administrando gravadora (de Stan), escrevendo músicas como louco, vivendo em um lugar novo e cultura (Los Angeles foi um outro mundo), viajando muito (com a banda pelo menos 1 semana por mês) e tentando mantê-lo juntos em casa. ".

## Legado
Kenton era uma figura importante na cena musical americana e fez uma marca indelével no tipo de jazz de big band. A música de Kenton evoluiu com os tempos de 1940 até os anos 1970. Ele estava na vanguarda da promoção do jazz e da improvisação do jazz através de seu serviço como educador através de suas clínicas de bandas da Stan Kenton. O "Estilo Kenton" continua a permear as grandes bandas nos níveis de ensino médio e colegial, e a estrutura que ele projetou para a "clínica do jazz" ainda é amplamente usada hoje em dia.
Começando nos últimos dias da era da big band, Kenton encontrou uma infinidade de maneiras de progredir em sua forma de arte. Em suas mãos, o tamanho da orquestra de jazz expandiu-se muito, às vezes excedendo os quarenta músicos. A faixa de freqüência (notas altas e baixas) também foi aumentada com o uso de trombones e tuba graves e saxofones barítono e baixo. O alcance dinâmico foi empurrado em ambas as extremidades; a banda poderia tocar mais e mais alto que qualquer outra big band. Kenton foi o principal líder da banda responsável por mover a big band do dance hall para a sala de concertos; um dos jogadores mais importantes e bem sucedidos no movimento Third Stream.
O interesse por sua música experimentou um pouco de ressurgimento, com "redescoberta" crítica de sua música e muitas reedições de suas gravações. Uma banda de ex-alunos nomeou para ele turnês, liderada pelo trompetista Mike Vax, que realiza não apenas arranjos clássicos de Kenton, mas também novas músicas escritas e interpretadas pelos membros da banda (muito parecidos com os próprios grupos de Kenton). Kenton doou toda a sua biblioteca para a biblioteca de música da Universidade do Norte do Texas , e o Stan Kenton Jazz Recital Hall é nomeado em sua homenagem. Seus arranjos são agora publicados pela Sierra Music Publications .

## Vida pessoal
Kenton nasceu em 15 de dezembro de 1911, de acordo com sua certidão de nascimento, segundo o biógrafo britânico Michael Sparke .
Kenton foi concebido fora do casamento e seus pais lhe disseram que ele nasceu dois meses depois da data real, 19 de fevereiro de 1912, para obscurecer esse fato. Kenton acreditava até a idade adulta que a data de fevereiro era seu aniversário, e gravou o álbum de aniversário no Reino Unido em 19 de fevereiro de 1973 .
A data verdadeira permaneceu como um segredo bem guardado, e seu marcador grave mostra a data de nascimento incorreta de fevereiro.
Kenton foi casado três vezes. Três crianças foram produzidas a partir dos dois primeiros casamentos. Seu primeiro casamento foi com Violet Rhoda Peters em 1935 e durou 15 anos. O casal teve uma filha em 1941, Leslie. Em seu livro de memórias de 2010 Love Affair , Leslie Kenton escreveu que, de 1952 a 1954, quando tinha entre 11 e 13 anos, seu pai molestou sexualmente e estuprou-a. Ela, no entanto, manteve um relacionamento próximo com ele durante a sua vida, embora ela afirma que ela estava emocionalmente marcada pela experiência . Ela afirmou que os estupros sempre ocorriam sob a influência do álcool, que ele não estava plenamente ciente de suas ações e que, 20 anos depois, ele se desculpou profusamente. Leslie foi autora de vários livros sobre saúde, espiritualidade e beleza.
Em 1955, Stan Kenton se casou com a cantora nascida em San Diego, Ann Richards, 23 anos mais jovem que ele. O relacionamento produziu dois filhos: a filha Dana Lynn e o filho Lance. Em 1961, Richards posou para um layout nu na edição de junho de 1961 da revista Playboy. Ela assinou um contrato para gravar com a Atco, uma empresa que não a Capitol Records, que seu marido desconhecia. As filmagens da Playboy foram feitas sem o conhecimento de Kenton, e ele só descobriu sobre isso enquanto tocava no Aragon Ballroom em Chicago, quando entregou a revista por Charles Suter, que era o editor da revista Down Beat na época. Richards não estava normalmente na estrada com a banda, embora ela tenha gravado o álbum Two Much! com Kenton em 1960. Kenton pediu o divórcio em agosto de 1961 e foi finalizado em 1962, ele manteria a custódia de seus dois filhos .
O terceiro casamento de Kenton foi com a assistente de produção da KABC Jo Ann Hill, em 1967. Isso também terminou em uma separação em 1969 com o divórcio em 1970.
Em seus últimos anos, ele viveu com seu secretário de relações públicas e último gerente de negócios, Audree Coke Kenton, embora nunca tenham se casado formalmente.
O consumo pesado de álcool de Kenton contribuiu para as dificuldades físicas que ele encontrou durante os últimos 10 anos de sua vida.
Kenton teve duas quedas acidentais, uma no início dos anos 70 e outra no outono de 1977, quando estava em turnê em Reading, na Pensilvânia. A segunda queda foi muito séria quando ele fraturou o crânio. Os últimos dois anos de sua vida se tornaram muito mais desafiadores fisicamente para Kenton, devido aos efeitos dos dois acidentes.

Em 17 de agosto de 1979, ele foi internado no Midway Hospital perto de sua casa em Los Angeles depois de um derrame; Ele morreu oito dias depois, em 25 de agosto. Na época de sua morte, ele tinha três netos. Kenton foi enterrado no cemitério Westwood Village Memorial Park, em Los Angeles .